# Riccardo Pick-Mangiagalli
Riccardo Pick-Mangiagalli (ur. 10 lipca 1882 w Strakonicach, zm. 8 lipca 1949 w Mediolanie) – włoski kompozytor i pianista.

## Życiorys
Pochodził z włosko-czeskiej rodziny. W 1884 roku przeprowadził się wraz z rodzicami do Mediolanu. W latach 1896–1903 studiował w mediolańskim konserwatorium u Vincenzo Appianiego (fortepian) i Vincenzo Ferroniego (kompozycja). Początkowo prowadził intensywną działalność jako koncertujący pianista, później zajął się przede wszystkim kompozycją. W 1936 roku objął po Ildebrando Pizzettim stanowisko dyrektora konserwatorium w Mediolanie, które piastował do śmierci.

## Wybrane kompozycje
(na podstawie materiałów źródłowych)

### Utwory orkiestrowe
- Notturno e rondo fantastico (1914)
- Humoresque na fortepian i orkiestrę (1916)
- poemat symfoniczny Sortilegi na fortepian i orkiestrę (1917)
- 2 preludi (1921)
- Piccola suite (1926)
- Preludio e fuga (1928)
- Preludio e scherzo sinfonico (1938)
- Koncert fortepianowy (1944)

### Utwory kameralne
- Kwartet smyczkowy (1909)
- 2 lunaires (1915)

### Opery
- Basi e bote (1920, wyst. Rzym 1927)
- Notturno romantico (1935, wyst. Rzym 1936)

### Balety
- Il salice d’oro (1912, wyst. Mediolan 1914)
- Il carillon magico (1915, wyst. Mediolan 1918)
- Sumitra (1917, wyst. Frankfurt nad Menem 1923)
- Mahit (1922, wyst. Mediolan 1923)
- Casanova a Venezia (1928, wyst. Mediolan 1929)